# NDTV

NDTV logo.

New Delhi Television Ltd (NDTV) is een Indiaas mediabedrijf dat zich richt op het uitzenden en digitaal publiceren van nieuws. Het bedrijf wordt beschouwd als een van de pioniers van onafhankelijke nieuwsuitzendingen in India, en lanceerde het eerste 24x7 nieuwskanaal en het eerste 
lifestylekanaal in het land. Het bedrijf is eigenaar en exploitant van de nieuwszenders NDTV India (in Hindi) en NDTV 24x7 (Engelstalig). Met die twee kanalen won het bedrijf 32 Ramnath Goenka Excellence in Journalism Awards. 
NDTV werd in 1984 opgericht door econoom Prannoy Roy en journalist Radhika Roy, een echtpaar uit Kolkata. Het begon als een productiehuis voor nieuwsfragmenten, in opdracht van de publieke omroep Doordarshan en internationale satellietkanalen, toen televisie-uitzendingen nog een staatsmonopolie waren, en groeide uit tot het eerste onafhankelijke nieuwsnetwerk in India. Het bedrijf lanceerde in 1998 de eerste 24x7 nieuwszender in samenwerking met Star India. 
NDTV is betrokken bij een reeks uitzendkanalen waaronder de lifestyle zender NDTV Good Times, de infotainment zender Astro Awani en de nieuwszender Independent Television, via verschillende joint ventures. 